# Route nationale 73 (Inde)
Pour les articles homonymes, voir Route nationale 73.
La Route nationale 73 (en anglais : National Highway 73, sigle NH 73), une route nationale  en Inde qui commence à Mangalore et se termine à Tumakuru.

## Tracé
La route nationale 73 ( NH-73) relie les villes de Mangalore, Bantwal Beltangady, Ujire, Charmadi, Kottigehara, Mudigere, Belur, Halebid, Javagal, Banavara, Arasikere, Tiptur, Kibbanahalli, Nittur, Gubbi et Tumakuru au Karnataka,,.

## Histoire
Ce parcours routier faisait auparavant partie des routes nationales 48, 234 et 206, mais à la suite de la rationalisation des numéros de routes nationales de l'Inde par notification à la Gazette du 5 mars 2010, il est devenu la route nationale 73.